# Paracodrus apterogynus
Paracodrus apterogynus är en stekelart som först beskrevs av Alexander Henry Haliday 1839.  Paracodrus apterogynus ingår i släktet Paracodrus, och familjen svartsteklar. Arten är reproducerande i Sverige.